# Finnjällsen
Finnjällsen är en sjö i Vansbro kommun i Dalarna och ingår i Dalälvens huvudavrinningsområde. Sjön har en area på 0,654 kvadratkilometer och ligger 346,1 meter över havet. Sjön avvattnas av vattendraget Liss-Jällån.

## Delavrinningsområde
Finnjällsen ingår i det delavrinningsområde (669614-141122) som SMHI kallar för Namn saknas. Medelhöjden är 386 meter över havet och ytan är 10,74 kvadratkilometer. Det finns inga avrinningsområden uppströms utan avrinningsområdet är högsta punkten. Liss-Jällån som avvattnar avrinningsområdet har biflödesordning 4, vilket innebär att vattnet flödar genom totalt 4 vattendrag innan det når havet efter 334 kilometer. Avrinningsområdet består mestadels av skog (76 procent). Avrinningsområdet har 0,65 kvadratkilometer vattenytor vilket ger det en sjöprocent på 6,1 procent.